# Kołaczkowice (województwo wielkopolskie)
Kołaczkowice – wieś w Polsce, położona w województwie wielkopolskim, w powiecie rawickim, w gminie Miejska Górka.
31 grudnia 2019 r. wieś liczyła 307 mieszkańców.
Wieś szlachecka położona była w 1581 roku w powiecie kościańskim województwa poznańskiego.
W okresie Wielkiego Księstwa Poznańskiego (1815-1848) miejscowość wzmiankowana jako Kołaczkowice należała do wsi większych w ówczesnym pruskim powiecie Kröben (krobskim) w rejencji poznańskiej. Kołaczkowice należały do okręgu jutroszyńskiego tego powiatu i stanowiły część  majątku Dłonie (dziś Dłoń), którego właścicielem był wówczas (1846) Erazm Stablewski. Według spisu urzędowego z 1837 roku Kołaczkowice liczyły 272 mieszkańców, którzy zamieszkiwali 33 dymy (domostwa). W skład majątku Dłonie wchodziły także: Czeluścin, folwark Czeluścin oraz Raszewy.
Pod koniec XIX wieku we wsi było 40 domów i 288 mieszkańców. Ze wsi pochodzili Kołaczkowscy herbu Abdank. Dawniej była to wieś dworska, którą zamieszkiwali robotnicy folwarczni zwani Człokami. Kołaczkowice zamieszkiwali także Dzierżacy.
W latach 1975–1998 miejscowość administracyjnie należała do województwa leszczyńskiego.
W miejscowości znajduje się neoromański kościół z 1900 roku. Polichromię zaprojektował Antoni Procajłowicz.